# 13. kolovoza
13. kolovoza (13. 8.) 225. je dan godine po gregorijanskom kalendaru (226. u prijestupnoj godini).
Do kraja godine ima još 140 dana.

## Događaji
- 3113. pr. Kr. – Majanski kalendar započinje ovim datumom
- 1521. – Nakon višemjesečne opsade i razaranja španjolskih konkvistadora pao Tenochtitlan, glavni grad carstva Asteka
- 1878. – Rumunjska proglasila neovisnost
- 1914. – Kod Rovinja potonuo brod "Baron Gautsch", povukavši sa sobom na dno 400 ljudi.
- 1920. – počela Bitka kod Varšave, završena nakon dvanaest dana porazom boljševičke Crvene armije.
- 1928. – Vladko Maček izabran za novog predsjednika Hrvatske seljačke stranke.
- 1937. – Japanskim napadom započela je Bitka za Šangaj.
- 1961. – Započela je izgradnja Berlinskog zida
- 2004. – Otvorene 28. olimpijske igre u Ateni

| - 1871. – Karl Liebknecht, njemački političar († 1919.) - 1889. – Alfred Hitchcock, engleski filmski redatelj († 1980.) - 1912. – Salvador E. Luria, američki mikrobiolog talijanskog podrijetla († 1991.) - 1918. – Frederick Sanger, engleski biokemičar - 1927. – Fidel Castro, kubanski političar - 1930. – Lena Politeo, hrvatska glumica - 1968. – Zlatan Stipišić Gibonni, hrvatski glazbenik - 1980. – Anica Tomić, hrvatska kazališna redateljica i glumica - 1970. – Alan Shearer, engleski nogometaš i trener - 1984. – Niko Kranjčar, hrvatski nogometaš - 2007. – Vita Barbić, hrvatska atletičarka | - 662. – Maksim Ispovijednik, bizantski svetac (* oko 580.) - 1820. – Antun Vranić, hrvatski pisac i prevoditelj (* 1764.) - 1863. – Eugène Delacroix, francuski slikar (* 1798.) - 1900. – Vladimir Solovjov, ruski filozof i pjesnik (* 1853.) - 1910. – Florence Nightingale, engleska bolničarka (* 1820.) - 1913. – August Bebel, njemački socijalist (* 1840.) - 1984. – Tigran Petrosjan, armenski šahist (* 1929.) - 1999. – Ignatz Bubis, njemački političar (* 1927.) - 2012. – Nellie Jane Gray, američka ekonomistica, pravnica i pro-life aktivistica (* 1924.) |

## Blagdani i spomendani
- Sveti Hipolit Rimski, Kasijan Imolski, Poncijan, Irmã Dulce

- Međunarodni dan ljevaka